# Мірча-чел-Бетрин
Мірча-чел-Бетрин (рум. Mircea cel Bătrân) — село у повіті Яломіца в Румунії. Входить до складу комуни Ревіга.
Село розташоване на відстані 86 км на схід від Бухареста, 24 км на північний захід від Слобозії, 133 км на північний захід від Констанци, 107 км на південний захід від Галаца.

## Населення
За даними перепису населення 2002 року у селі проживали 236 осіб, усі — румуни. Усі жителі села рідною мовою назвали румунську.